# Hypalastoroides anomalus
Hypalastoroides anomalus är en stekelart som först beskrevs av Brethes 1903.  Hypalastoroides anomalus ingår i släktet Hypalastoroides och familjen Eumenidae. Inga underarter finns listade i Catalogue of Life.